# 克里斯蒂安·特茲拉夫
克里斯蒂安·特茲拉夫（德語：Christian Tetzlaff，1966年4月29日—）是一名德國小提琴家。

## 生平
特茲拉夫出生於漢堡。他的父母都是業餘音樂家，兩人在教會唱詩班相識。他6歲開始拉小提琴和彈鋼琴，14歲首次參加音樂會。他曾在呂貝克音乐学院師從烏韋-馬丁·海伯格（Uwe-Martin Haiberg），後來在辛辛那提大學音樂學院師從瓦爾特·列文。
1988年，年僅22歲的特茲拉夫在與克利夫蘭管弦樂團和慕尼黑愛樂樂團合作的音樂會上演奏了荀白克的小提琴協奏曲，並獲得好評。隔年，他在紐約首次舉辦個人獨奏音樂會。他一直以獨奏家身份與各大樂團合作演出和錄製唱片，包括在大衛·津曼的指揮下與蘇黎世音樂廳管弦樂團合作演奏貝多芬的小提琴與管弦樂作品。2011年，他回到紐約，在贊克爾音樂廳與共同舉辦獨奏音樂會
。2012年，他與妹妹塔妮亞·特茲拉夫（大提琴）和萊夫·奧維·安斯涅（鋼琴）合作演奏舒曼的鋼琴三重奏並獲獎。他的其他廣受好評的錄音包括2007年發行的巴赫無伴奏小提琴奏鳴曲與組曲，以及2012年在海姆巴赫Spannungen室內音樂節上與拉爾斯·沃格特合作發行的莫札特三首小提琴奏鳴曲。他與沃格特（鋼琴）合作錄製的舒曼小提琴奏鳴曲被評為2014年1月《留聲機》月度最佳唱片。他的唱片包括許多現代作品，如利蓋蒂·捷爾吉和斯圖爾特·麥克瑞的小提琴協奏曲。
2011年，特茲拉夫與Ondine簽訂了長期錄音合約。
特茲拉夫是德勒斯頓愛樂樂團2018/2019樂季和首爾市立交響樂團2019年的駐團藝術家。

## 演奏風格
特茲拉夫演奏的小提琴是斯特凡-彼得·格萊納製作的現代小提琴，他從2002年開始使用這把小提琴，與之前的斯特拉迪瓦里琴相比，他更喜歡這把小提琴。他使用佩卡提琴弓和維也納托馬斯提克-因費爾德的Vision琴弦。
。他摒棄常規的小提琴演奏方式，而採用許多同時代人喜歡的飽滿、抒情的音色。他對《紐約客》說：「如果小提琴的音色被隨意用於一些不重要的事情，那麼聽眾就會失去對最美妙音色的聆聽。」這種做法偶爾會讓特茲拉夫受到批評。英國《衛報》評論家安德魯·克萊門茨（Andrew Clements）認為，他錄製的舒曼鋼琴三重奏（如前所述）缺乏「對音樂的投入感或感情」，而他在2014年發行的肖斯塔科维奇小提琴協奏曲有時也缺乏「個性」。
特茲拉夫的左手患有神經性皮膚炎，手指按在小提琴弦上時會感到劇烈疼痛。多年來，他透過各種方法控制病情，包括用棉頂針套住手指，以及最近在演出前透過運動促進血液循環。

## 榮譽
《音樂美國》（Musical America）將特茲拉夫評為2005年度最佳樂器演奏家。2012年，他與萊夫·奧維·安斯涅（鋼琴）和妹妹塔妮亞·特茲拉夫（大提琴）合作的舒曼鋼琴三重奏榮獲留聲機獎最佳室內樂唱片。

## 部分唱片
- Szymanowski: Concerto for violin N° 1, Symphony N° 3 "Chant de la nuit", Christian Tetzlaff, violin, Vienna Philharmonic Orchestra, Singverein Chorus, Steve Davislim, tenor, conducted by Pierre Boulez. CD Deutsche Grammophon 2009 and 2010. Diapason d'or of the Year 2011

## 外部連結
- Christian Tetzlaff's biography on the website of his North American representation, CM Artists New York
- Christian Tetzlaff （页面存档备份，存于）
- Homepage of Christian Tetzlaff （页面存档备份，存于）
- Interview with Christian Tetzlaff in VAN Magazine 的存檔，存档日期2021-01-28.
- Christian Tetzlaff discography （页面存档备份，存于） at Naxos Records